# هوارة
هوارة هي قبيلة أمازيغية تنتشر انتشارًا واسعًا بالشمال الأفريقي وأيضاً ببلاد الشام والأندلس وصقلية وجزر الكناري، ويرجع نسبهم إلى «هوار بن أوريغ بن برنس» حسب ابن خلدون، وبالأمازيغية "أهوار"، وبلهجة الطوارق في الجنوب "أهگار".

## التحور الجيني لقبيلة هوارة

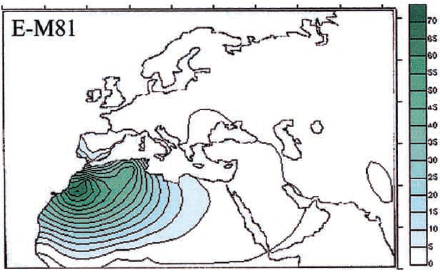
تظهر الصورة انتشار السلالة E-M81 بشمال إفريقيا

تتكتل قبيلة هوارة تحت التحور السفلي E-PF6789 الذي ينتمي للسلالة الأمازيغية E-M81 والتي تنتشر بشكل كبير في شمال غرب إفريقيا، وقد نشأ تحور E-PF6789 بإفريقيا وهو مشتق من الفرع E-PF6794، وظهر هذا التحور بنسبة كبيرة بقبيلة ورفلة و غريان الهوارية في ليبيا و بقباع و ربع بني خليفة و طرابلس ودرنة، وقد تم رفع العينات في مشجرة واي فل، كما ظهر هذا التحور في فاس وقلعة السراغنة وأولاد تايمة بالمغرب، وفي باتنة والوادي وخنشلة وتبسة وبسكرة بالجزائر، وفي مدينة تونس ونابل والقصرين بتونس، وفي إيطاليا بكاليري، وفي إسبانيا والبرتغال، وفي المحاميد و العمارنه و جرجا هوارة خط الحاجر بسوهاج والقاهرة والبحيرة بمصر. وينقسم التحور E-PF6789 إلى عدة فروع وقد تكتلت عليها بطون و قبائل هوارة الأمازيغية.

## نسب القبيلة
عرفوا قديماً بإسم أوريغة وذلك نسبة إلى جدهم الأعلى أوريغ، أو بالأصح أوريغَ مع فتح حرف الــ (غــ) هكذا تنطق باللسان الأمازيغي لأن التاء المربوطة تُضاف عند تعريب الكلمة، أما شيوع استخدام تسمية هوارة واختفاء استخدام الاسم القديم أوريغَ فيرجع السبب إلى غلبة نسل هوار، أوريغا هي لفظة أمازيغية مشتقه من الجدر (أورغ) بمعنى اللون الأصفر الذهبي ، ومنها اشتق اسم بني (تاورغا) أحد بطون هوارة، تاورغا تعني عشب رعويّ مصفر وتسمى مدينة باسمهم في شمال وسط ليبيا ونزح أغلب سكانها الأصليين إلى مناطق أخرى تاركين مواليهم من الرقيق الذين يرجعون بأصولهم إلى الرقيق السوداني الذي جاء إلى طرابلس الغرب أو جُلب إليها عن طريق تجار مسراتة منذ القرن الـخامس عشر  وأصبح هو الغالب على هذه المنطقة الآن، فتاورغي تعني شحوب في اللون فيقال فلان وجهه شاحب أي وجهه مصفر، كما تطلق ورغا على أحد بطون هوارة.

وقد عرفوا بإسم أوريغة (أوريغيس) عهد اليوناني بطليموس، حيث ذكرهم كقبائل محيطة بوادي ورغة بالمغرب، وهذا الواد أخد تسميته من فرع هوارة ورغة الذي كان يقيم هناك. ويقول الحضرمي الشهير ابن خلدون في حديثه عن أخبار البرانس من البربر:
«وهوارة هؤلاء من بطون البرانس باتفاق من نسّابة العرب والبربر ولد هوار بن أوريغ بن برنس».
كما أشار إبن خلدون أن اسم أب البربر أجمعين هو "مازيغ" وأنهم من نسل حام بن نوح عليه السلام. ويذكر المؤرخ غابرييل كامبس «أن مازيغ هو الأب الأول للأمازيغ».

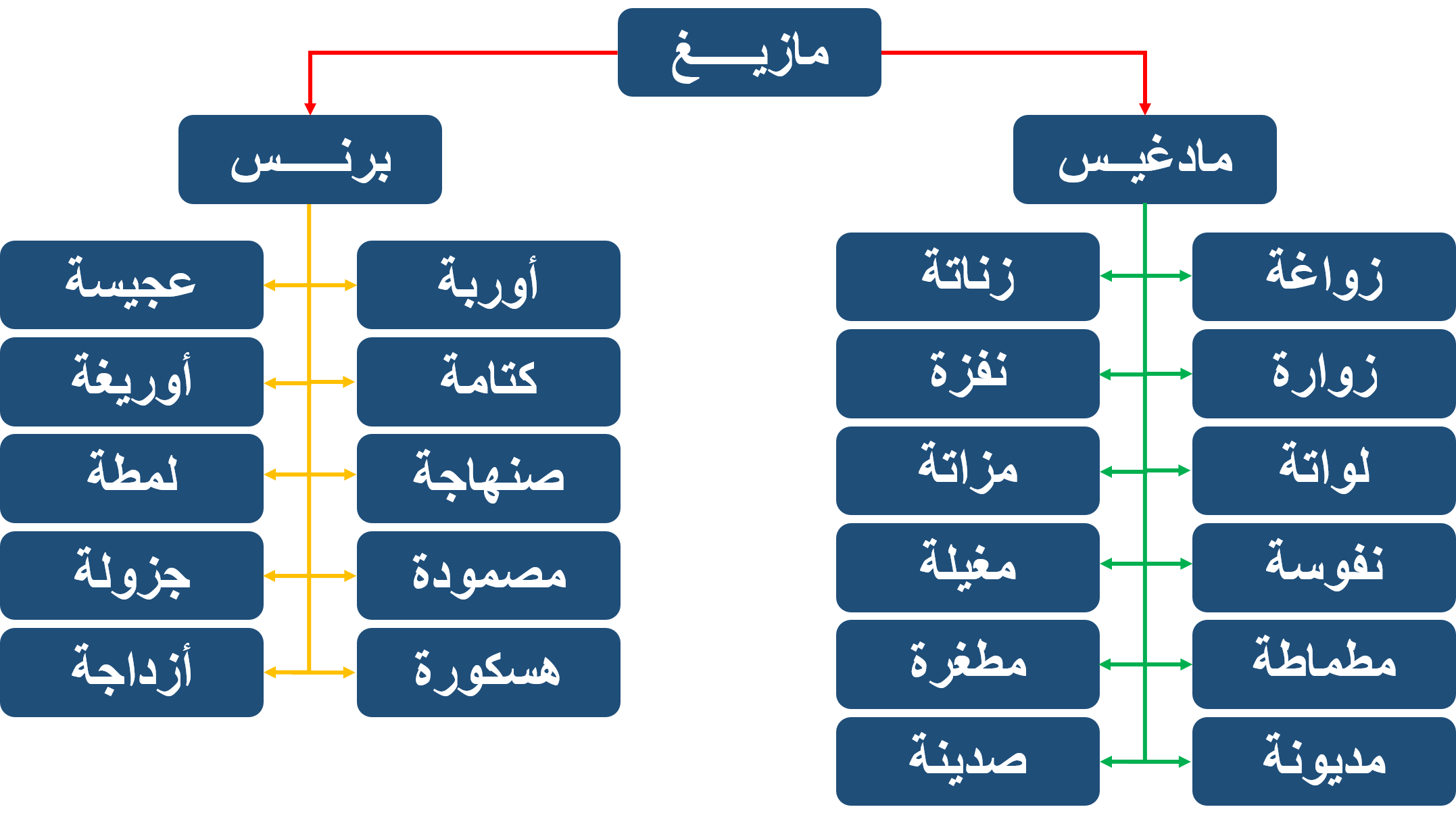
قبائل الأمازيغ من بينها أوريغ بن برنس بن مازيغ الجد الأعلى لقبيلة هوارة

ويقول القلقشندي أن بنو هوارة هم بطن من اوريغ من البرنس من البربر، ويقول عن بنو أوريغ:
«بنو أوريغ - بضم الهمزة وكسر الراء المهملة وغين معجمة في الآخر، بطن من برانس من البربر ببلاد المغرب يقال لهم اريغة، وهم بنو اريغة ابن برانس بن بربر».

أما أحمد بن خالد الناصري فيقول عن نسب هوارة:
«هوارة وهم ولد هوار بن أوريغ بن برنس».
كما ذكر المقريزي نسب هوارة البربري وذكر بطونها:
«ولد أوريغ بن بُرنس هوارة وملد ومقر وفلدن، فولد ملد بن أوريغ مليله وستات وورفل وواسنيل ومسراتة. ويقال لهؤلاء لهانة، وولد مقر ماوس وزمور وكبا ومسرات، وولد فلدن بن أوريغ قمصانة وورسطيف وبل وبياتة، ويقال إن صنهاج ولمط إنما هما ابنا امرأة يقال لها تزكى لا يعرف لها أب تزوجها أوريغ فولدت له هوار، فهم إخوة لأم».
كما اعتبر إمام النسابين والعلماء ابن حزم الأندلسي هوارة إحدى قبائل البربر من ولد أوريغ بن برنس، حيث قال:
«وولد أوريغ: هوّار، وملك، ومقّر، وفلدن».

وأما اليعقوبي فقد ذكرهم كقوم من البربر ببلد الزاب يحومون حول مدينة باغاية من جبل جليل يقال له "أوراس" يقع عليه الثلج، وتوجد منازلهم أيضاً من آخر عمل سرت إلى أطرابلس، وأما عن نسبهم فقد قال أن هوارة يزعمون أنهم من البربر القدم وأن مزاتة ولوانة كانوا منهم، وانقطعوا عنهم وفارقوا ديارهم وصاروا إلى أرض برقة وغيرها، إلا أن قوماً من هوارة يزعمون أنهم من اليمن جهلوا أنسابهم، وقد رفض إبن خلدون هذا الإدعاء حيث قال:
«أما نسابة البربر فيزعمون في بعض شعوبهم أنهم من العرب مثل لواتة، يزعمون أنهم من حمير ومثل هوارة يزعمون أنهم من كندة من السكاسك، ومثل زناتة تزعم نسابتهم أنهم من العمالقة فروا أمام بني إسرائيل. وربما يزعمون فيهم أنهم من بقايا التبابعة ومثل عمارة أيضا وزواوة ومكلاتة يزعم في هؤلاء كلهم نسابتهم أنهم من حمير...وهذه كلها مزاعم، والحق الّذي شهد به المواطن والعجمة أنهم بمعزل عن العرب».

وأما عن كونهم من حمير، فيقول إبن خلدون: 
«وأما القول أيضا بأنهم من حمير من ولد النعمان أو من مضر من ولد قيس بن عيلان فمنكر من القول، وقد أبطله إمام النسابين والعلماء أبو محمد بن حزم. وقال في كتاب الجمهرة ادعت طوائف من البربر أنهم من اليمن ومن حمير، وبعضهم ينسب إلى بربر بن قيس، وهذا كله باطل لا شك فيه. وما علم النسابون لقيس بن عيلان ابنا اسمه بر أصلا، وما كان لحمير طريق إلى بلاد البربر إلا في تكاذيب مؤرخي اليمن».

في حين قسم ليون الإفريقي الأفارقة البيض إلى خمسة شعوب وهي: صنهاجة، و مصمودة، و زناتة، و هوارة، و غمارة، كما قدم تفسيراً حول سبب نسب النسابة هوارة و الأمازيغ عامة إلى اليمن، حيث قال:
«إن هذه الشعوب الخمسة المنقسمة إلى مئات السلالات وآلاف المساكن تستعمل لغة واحدة تطلق عليها اسم أوال أمزيغ، أي الكلام النبيل، بينا يسميها العرب البربرية، وهي اللغة الافريقية الأصيلة الممتازة والمختلفة عن غيرها من اللغات، ولما كانت مشتملة على عدد من المفردات العربية استدل البعض بذلك على أن الأفارقة ينتمون إلى السبئيين وهم سكان اليمن...لكن أنصار الرأي المخالف يؤكدون أن هذه المفردات إنما أدخلها العرب عندما جاؤوا إلى افريقيا وفتحوها. وكانت هذه الشعوب في حالة من البداوة والجهالة بحيث لم تترك أي كتاب يؤيد احدى النظريتين، على أن هناك اختلافا بين اللهجات لا في النطق فحسب، ولكن أيضا في معنى كثير من الألفاظ. و الأفارقة الذين هم أقرب إلى مساكن العرب وأوثق صلة بهم هم اكثر الأفارقة استعمالا للكلمات العربية في لهجتهم. فغمارة إلا أقلهم يستعملون العربية، لكنها عربية رديئة، وكذلك الشأن في عدد كبير من قبائل هوارة، والسبب في ذلك أن هذه الشعوب على اتصال شفوي مستمر مع العرب».
لكن القبائل الأمازيغية التي ذكرهم ليون الإفريقي ومنهم هوارة، ليس كلهم كانوا يتحدثون بالعربية، فقد ذكر أن مملكة مراكش وفي مدينة مراكش نفسها كانت اللغة المستعملة هي البربرية، كما كانت مستعملة أيضا في بلاد نوميديا (الجزائر الحالية)، أو على الأقل عند النوميديين المجاورين لموريطانيا القيصرية، لأن الشعوب المجاورة لتونس تتكلم كلها بلغة عربية فاسدة. ومن القبائل الهوارية التي لازالت تتحدث باللغة الأمازيغية في المغرب قبيلة زگارة، وقبائل الشاوية في جبال الأوراس بالجزائر.

ويقول إبن حزم الأندلسي عن نسب البربر إلى عرب اليمن:
«قال قوم: إنّهم من بقايا ولد حام بن نوح-عليه السلام وادّعت طوائف منهم إلى اليمن، إلى حمير، وبعضهم إلى برّ بن قيس عيلان. وهذا باطل، لا شكّ فيه. وما علم النسّابون لقيس عيلان ابنا اسمه برّ أصلا. ولا كان لحمير طريق إلى بلاد البربر، إلا في تكاذيب مؤرّخى اليمن».

## بطون القبيلة
ملاحظة: القائمة قد تكون ناقصة أو غير مكتملة.
تعد هوارة من أكبر القبائل الأمازيغية، وأوسعها بطونا، وأكثرها انتشارا في بلاد المغرب، ومن بطونها:
- غريان[37]
- مجريس[38]
- ورفل
- ونيفن[36]
- زگاوة أو زغاوة[36]
- گهلان[39] ومن بطونها بني كسي و ورتاگط و ليشوى وهيوارة.[36]
- ورغة[39]
- زكارة[37]
- مسلاتا[37]
- تاسا[38]
- مغرا[37]
- زمور[37]
- كاباو[37]
- فساطو[37]
- معدان[37]
- نداوة[37]
- مليلة[37]
- ترهونة[37]
- تاروغا[37]
- سيلين[37]
- هقارة[37]

وأما بطون قبيلة أداس الأمازيغية الذي دخلوا في هوارة فكثير، فمنهم:
- هراغة
- ترهونا
- وشتاتا
- أندارى
- هنزون
- أوطيطا
- صنبرة

وحملت عدة مناطق في شمال أفريقيا أسماء بطون من هوارة، ومن اندرج فيهم من بني أوريغ وبني أداس، وهي:
- منداس: حملت اسمهم الهضبة الكبيرة الواقعة بالضفة اليمنى لوادي مينا، رافد وادي شلف.
- مليلة: حملت اسمهم مدينة تقع في جنوب غربي قسنطينة (عين مليلية)، ربما كانت من مواطنهم، خاصة وأن المدينة داخلة في وطن هوارة. وكذلك مدينة مليلية الشهيرة بالمغرب.[41]
- ورفلة: حملت اسمهم منطقة تقع في جنوب شرقي طرابلس بليبيا، فيها بقاياهم.
- مسراتة: حملت اسمهم مدينة تقع في جنوب شرقي طرابلس بليبيا، فيها بقاياهم.
- غريان: حمل اسمهم جبل يقع في جنوب غربي طرابلس بليبيا، فيه بقاياهم.
- تاورغاء: حملت اسمهم مدينة تقع في جنوبي مسراتة في ليبيا.
- زغاوة: اسم ثان لإقليم إندي بتشاد، واسم لقرية بإقليم دارفور، الواقع شمال غرب السودان.
- زگارة (أزگار Azgar، أجَر): حملت اسمهم منطقة تقع في جنوب شرق الجزائر (تاسيلي نآجر، تاسيلي نآزكار)، فيها بقاياهم.
- مسلاتة: حمل اسمهم جبل يقع شرقي جبل نفوسة، وجنوب غربي طرابلس بليبيا، فيه بقاياهم.
- مجريس: حملت اسمهم ناحية من قرية زجنور، من قرى طرابلس، كما حملت قرية أخرى بمصر إسمهم وهي قرية مجريس.
- ترهونة: حملت اسمهم مدينة تقع في جنوب شرقي طرابلس، فيها بقاياهم، وتحمله قبيلة من قبائل المرابطين في ليبيا أيضا.
- هراغة: حملت اسمهم منطقة تقع في جنوب غرب طرابلس بليبيا، فيها بقاياهم.

## هوارة خلالالعصور الكلاسيكية القديمة
كانت هوارة مستقرة في صحراء ليبيا من الداخل ومنها من استوطن الساحل الغربي الليبي مع زناتة، كونت قبيلة هوارة الأمازيغية من الداخل الليبي مع الساحل الغربي حضارة تعرف باسم حضارة الجرمنتيين الذين عرفوا بركوب الخيل واستخدام العربات الحربية، ويقول هيرودت أنهم كانوا "أمة عظيمة جداً" يطاردون الأحباش في كهوفهم؛ وهذا ما كانت تفعله مسراتة الهوارية التي تخترق الصحاري حتى الجنوب، ويقول هيروديت في هذا الصدد:
| هوارة | ويسافر الجرمنتيون على عربات ذات خيول أربعة، ويطاردون بها الأثيوبيين سكان الكهوف، لأن الأثيوبيين سكان الكهوف كانوا يسرعون في سيرهم على الأقدام أكثر من أي قوم وصلتنا أخبارهم | هوارة |

ويسجل هيرودوت أن من بين ممتلكات الجرمنتيين الأخرى ثيرانهم الخرافية التي تسير إلى الخلف أثناء رعيها، فيقول:

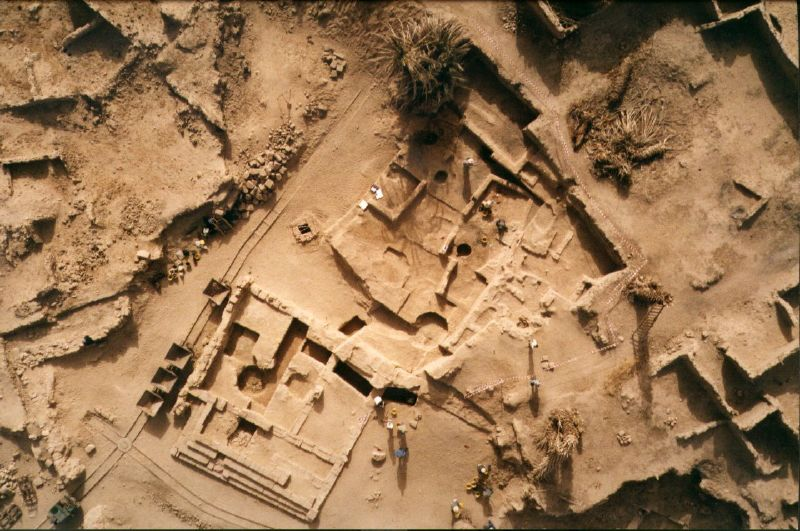
أطلال مدينة جرما عاصمة الجرمنتيين في ليبيا

| هوارة | وكان عند الجرمنتيين الثيران التي تسير إلى الخلف أثناء الرعي لأنها لا تستطيع السير إلى الأمام، إذ أن قرونها تغوص في الأرض إذا فعلت ذلك، وهي فيما عدا هذه الصفة مثل بقية الثيران سوى أن جلودها أسمك ومختلفة الملمس | هوارة |

## هوارة خلالالعصور القديمة المتأخرة
كانت هوارة من أكثر القبائل الأمازيغية نشاطا طيلة حكم الوندال و أوائل الحكم البيزنطي، وشكلت مع لواتة ما يشبه مملكة، إلا أن هذه الحالة لم تستمر حتى نهاية العصر البيزنطي، فقد أضعفتها الحروب آخر الأمر وأدركها الإسلام وهي على جانب كبير من الضعف والعياء ولم تبد أية مقاومة.
و تشير النصوص التاريخية إلى أن اقتصاد قبيلة هوارة الأمازيغية كان يقوم على نوعين من النشاط: الفلاحة والتجارة؛ إذ مارست الفلاحة في سهول طرابلس الخصبة، ولا شك أن اهتمامها بها هو الذي دفعها مع غيرها من القبائل الأمازيغية إلى الاستيلاء على المزارع والواحات الجرامانتية عندما مست بيزنطة أراضيها الساحلية وحاصرتها في الدواخل وحرمتها من احد مواردها الاقتصادية. أما تربية الحيوان فهي أقدم نشاط مارسته القبيلة و أوسعه انتشاراً، وتربية الحيوانات تشمل الغنم والجمال والخيول. فالجمل أول منطقة عرفته في بلاد المغرب هي عاصمتهم "لبدة" في عهد الإمبراطور الليبي الأصل سيبتيموس سيفيروس وكان وسيلتها في النقل، وقد لعب دوراً هاماً في اقتصاد القبيلة وفي حياتها السياسية، إذ استخدمته في معركة مشهورة بين قابس وطرابلس. ويعود اهتمام هوارة بالتجارة واشتغالها بها إلى نهاية القرن الرابع الميلادي، وذلك اثر الحصار الذي شددته عليها بيزنطة في الداخل وحرمانها من الأراضي الساحلية الخصبة، الأمر الذي جعل حياتها الاقتصادية تتدهور، وقد دفعها ذلك هي وغيرها، من قبائل الأمازيغ إلى أن تهاجم جرمة وتنتزع منها واحات الجفرة و وادي الشاطئ وزويلة وتستولي على الطرق التجارية عبر الصحراء. ومنذ تلك الفترة بدأت في ممارسة التجارة باستعمال الجمل لنقل البضائع وكانت قوافلها تسلك طرقا تجارية معروفة آنذاك، تمتد من الساحل إلى بلاد السودان عبر جرمة وكانت مدينة الهقار قاعدة تجارية لها.

## ديانة هوارة قبل الفتح الإسلامي

### الوثنية
كقبيلة لواتة الأمازيغية إعتنقت قبيلة هوارة الأمازيغية الديانة الوثنية، حيث عبد أفراد قبيلة هوارة الرب گورزيل(بالأمازيغية: ⴰⴳⵓⵕⵥⵉⵍ)، وهو رب من الأرباب الأمازيغية التي نجد إشارات لها في منطقة الطرابلسية بليبيا الحالية وفي موريطانيا بالمغرب الحالي. وأقدم نص كلاسيكي يشير إليه هو نص كوريبوس الذي يتحدث عن وجود رب اسمه گورزيل في القرن السادس الميلادي، إذ يقول كوريبوس:
«يستنجدون بإسم گورزيل، والصخور تردد الصدى بإسم گورزيل».
وفي الجزء الثامن من جامع النقائش اللاتينية CILUM إشارة إلى مكان يتضمن اسم گورزيل هو: كويتاص گورزينسيس رقم 68 ورقم 69. وقد حدد اسم هذا المكان في گيرزة بليبيا.
كما يذكر البكري بأن إحدى قبائل الطرابلسية وهي هوارة، كانت ترفع صلوات إلى نصب حجري يسمى "گرزة" مقام فوق قمة تل، من أجل ضمان حماية قطعانها. ويعود هذا النص إلى القرن الحادي عشر الميلادي. ويقول أبو عبيد الله البكري في هذا الصدد:
«إلى صنم من حجارة مبني على ربوة يسمى گرزة، ومن حواليه من قبائل البربر يقربون إليه القرابين ويستشفون به من أدوائهم، ويتبركون به في أموالهم إلى اليوم».
وبالإضافة إلى هذه الإشارات، هناك نص نيوبوني استخرجه ج.فريستيل من موقع ليبتيس ماكنا (Leptis Magna) سنة 1846م ونسخه، وهذه النسخة هي التي لا تزال موجودة بينما ضاعت النقيشة. وقد تمكن بعد ذلك ألمَاير من فك رموز هذه النقيشة والعثور على اسم الرب گورزيل في الكلمات الأربع الأخيرة من السطر الأول.

### المسيحية
كما اعتنقت قبيلة هوارة الأمازيغية الديانة المسيحية مثلها مثل قبيلة لواتة، وهنا لا بد من أن نذكر بالرسول المسيحي مرقس الذي يقول عنه البابا شنودة الثالث:
«إن مرقص رسول إفريقي المولد ولد في ليبيا، وقال إن له اسما عبريا وهو يوحنا».
وقال البابا شنودة الثالث:
«أجمع كل علماء الكتاب المقدس وكل الدارسين فيه أن انجيل مرقس هو أقدم ما كتب من الأناجيل».
واسم مرقس مازال يطلق على واد في منطقة قورينا في الشرق الليبي وهو «وادي مرقس»، وقام مرقس هذا بالتشبير بتعاليم المسيح في فلسطين ولبنان وروما ومصر وليبيا.

### اليهودية
وكان في هوارة من هم على دين اليهود قبل الفتح الإسلامي، ولأول الفتح كانوا من أوائل من اعتنق الدين الحق، ومن أوائل المرتدين عنه، وانتشرت عندهم بعد ذلك الخارجية (الأباضية)، مثل سائر الأمازيغ، من نفوسة ومزاب وزواغة ولواتة ووارگلان ولماية، وحاربوا الأمويين والأغالبة عمال العباسيين.

## هوارة بالمغرب

### تاريخ القبيلة بالمغرب

#### موريطنية الطنجية
أورويس (Oueroueis) أو أوريغيس (Ouerougeis) وبالتعريب الأورويون أو الأوريغيون، هم، وفقاً لبطليموس، قبيلة من موريطنية الطنجية التي وطنها تحت قبيلة السوكوسيوي (Sokossioi)، تموقعوا على ساحل البحر الأيبيري انطلاقاً من مضيق جبل طارق، أي في شرق سبتة. كما ذكرهم كقبائل محيطة بوادي ورغة (Ouergha) بالريف. ومن جهة أخرى، وطن بطليموس مجموعة من القبائل المورية الأمازيغية التي تواجدت قرب «الأورويون Oueroueis»، ويقول في هذا الصدد:
«احتل الجزء من المقاطعة الذي يلامس المضيق ”ميتاجونيتاي Metagônitai“ والجزء الذي يلامس البحر الأيبيري ”السوكوسيوي Sokossioi“ وتحتهم ”أورويس Oueroueis“، ومن جهة، تحت أراضي ”ميتاجونيتاي Metagônitai“، ”المازيكس Mazices“؛ ثم ”أوربيكاي Ouerbikai“ وفي الأسفل ”سالينساي Salinsai“ و ”كاونوي Kaunoi“؛ ثم ”باكواتاي Bakouatai“ وأسفلهم ”ماكانيتاي Makanitai“؛ من جهة أخرى، تحت ”أورويس Oueroueis“ ”الاولوبيلياني Ouoloubiliani“ ثم ”لانجاوكانوي langaukanoi“ وفي أسفلهم ”النكتبيريون Nectibères“؛ ثم السهل الأحمر الواقع عند 9°30'-30°؛ تحتهم ”زيجرينسيوي Zegrensioi“؛ ثم ”البانيوبي Banioubai“ و ”الواكيواتاي Ouakouatai“. احتل الساحل الشرقي بالكامل من قبل ”Maurensioi“ وجزء من ”Herpeditanoi“»
وعرفت قبيلة هوارة قديماً بإسم أوريغة وذلك نسبة إلى جدهم الأعلى أوريغ، ومصطلح أوريغ بالأمازيغية نجد ذكره عند النسابة المسلمين كإبن خلدون الذي قال عن نسب هوارة أنه يرجع إلى «هوار بن أوريغ بن برنس». وقد أخذ وادي ورغة بالريف تسميته هذه من هوارة ورغة إحدى فروع قبيلة هوارة الأمازيغية.

#### خلال فتح الأندلس (711م - 726م)
شاركت قبيلة هوارة المغربية الشمالية في فتح الأندلس مع طارق بن زياد النفزي، ومن أعظم القواد الهواريين الذين دخلوا الأندلس بصحبة طارق بن زياد هم: رزين البرنسي الهواري والسمح بن ورد حقين الهواري؛ وقد أسست سلالتهما فيما بعد طائفة بنو رزين وطائفة بنو ذي النون بالأندلس. كما حكم بنو فرفرين الهواريين مدينة مدلين بالأندلس، وبرزت عائلات هوارية أخرى بالأندلس كبنو القمراطي و بنو جهور المرشانيون.

#### الدولة الإدريسية (788م - 974م )
بعد وفاة إدريس الثاني تولّى الأمر بعده ابنه محمد وفرق البلاد على إخوته على رأي جدته كنزة أم إدريس بن إدريس. واتخذ محمّد بن إدريس مدينة فاس قرارا فولّى القاسم أخاه البصرة وطنجة وما والاهما، وولّى عمر صنهاجة و غمارة، وولّى داود «هوارة تاسلمت أو تامليت»، وولّى يحيى داي وما والاها، وولّى عيسى وازقور و سلا، وولّى حمزة الأودية بقرب وليلي، وولّى عبد الله لمطة وما والاها. وشملت مملكة داود بن إدريس في وقت ما مسافات شاسعة، وأنها ابتدأت من حيث كانت بادئ الأمر من تازة و هوارة تاسلمت أو تامليت و مكناس، ثم قصدت تدريجيا وجهة فاس.
وقال ابن أبي زرع الفاسي أن موضع مسجد القرويين كان أَرضا بيضاء لرجل من هوارة كان والده قد حازها أيام بناء فاس، وكان مزرعة للخضر ذات أشجار، فاشترتها أم البنين وشُرع في بناء جامع القرويين يوم السبت مهل رمضان عام 245هـ الموافق لـ 2 دجنبر 850م.

#### الدولة المرابطية ( 1056م - 1147م )
يذكر الإدريسي أن أهل مدينة أغمات من قبيلة هوارة الأمازيغية، وقد ازدهرت تجارة قبيلة هوارة هناك خلال عهد المرابطين، حيث يقول الإدريسي:
«ومدينة اغمات أهلها هوارة وهم أملياء تجار مياسير يدخلون إلى بلاد السودان بأعداد الجمال الحاملة لقناطير الأموال من النحاس الأحمر والملون والأكسية وثياب الصوف والعمائم والمآزر وصنوف النظم من الزجاج والأصداف والأحجار وضروب من الأفاويه والعطر وآلات الحديد المصنوع وما منهم رجل يسفر عبيده ورجاله إلا وله في قوافلهم مائة جمل والسبعون والثمانون جملا كلها موقرة ولم يكن في دولة المتلثم أحد أكثر منهم أموالا ولا أوسع منهم أحوالا وبأبواب منازلهم علامات تدل على مقادير أموالهم ... وأما الآن في وقت تأليفنا هذا الكتاب فقد أتي على أكثر أموالهم وغيرت المصامدة ما كان بأيديهم من نعم الله ولاكنهم مع هذا أملياء مياسير أغنياء لهم نخوة واعتزاز لا يتحولون عنه...».
وذكر البكري قبيلة من هوارة في جنوبي أصيلا يسمون بني زياد ويقيمون في زلول، وذكر قبيلة أخرى غربي أصيلا يسمون هوارة الساحل، كما ذكر فرقة من قبيلة وشتاتة من آداسا المندرجة في هوارة موطنة بشمالي فاس. وتوجد اليوم قرية باسم هوارة، في نواحي أصيلا، ولكنها شماليها، ما بينها وبين طنجة.

#### الدولة المرينية (1244م - 1465م)
ومن هوارة أيضا أمة كبيرة تترحل مع زناتة في سهول تامسنا، الواقعة على المحيط الأطلسي، ويسمون جميعهم شاوية، وهم الذين ذكرهم ابن خلدون في قوله: «فبايعه (يعني عبد الحق المريني) من الظواعن الشاوية والقبائل الآهلة هوارة وزكارة». ومن هؤلاء الزيايدة أو بنو زياد، وهم من أكبر قبائل إقليم تامسنا، وكان ملوك المغرب إلى حد قريب يخشون بأسهم، وينقسمون إلى قسمين، هما زيايدة الغابة و زيايدة لوطى (السهل). ويحدنا الحسن الوزان عن كيفية استقرار هوارة و زناتة في سهول تامسنا، فيقول بعد ذكر إبادة سكان تامسنا البرغواطيين على يد المرابطين:
«ظلت تامسنا مهجورة ثمانين ومائة سنة إلى الوقت الذي رجع فيه المنصور من مملكة تونس وصحب معه بعض الفرق من قبائل الأعراب مع رؤسائهم وأسكنهم تامسنا، فمكثوا فيها خمسين عاماً إلى أن ذهب الملك عن آل المنصور. وكان سقوط هذه الأسرة كارثة عظمى على الأعراب الذين وقعوا في فقر مدقع، وطردهم ملوك بني مرين من هذا الإقليم، وأعطوه لقبائل زناتة وهوارة جزاء لما لقوه منهم من مناصرة، لأنهم كانوا جميعا يؤازرونهم ضد ملوك مراكش الموحدين. وهكذا أصبح الزناتيون والهواريون يتصرفون في هذا الإقليم، وتكاثروا فيه حتى إنهم اليوم، وربما كان ذلك منذ مائة سنة، يخيفون ملوك فاس ويرعدون فرائصهم، إذ يقدر أن عددهم يصل إلى ستين ألف فارس ومائتي ألف راجل».

ويقول المؤرخ الإسباني مارمول كارخبال عن إقليم تامسنا:
«هذا الإقيلم هو أقصى أقاليم مملكة فاس من ناحية الغرب، يبتدئ عند أم الربيع، ويمتد نحو الشرق إلى إقليم أبي رقراق، الذي يصب في البحر بين سلا والرباط. تحده جنوبا تلال الأطلس الكبير، وشمالا بحر جبل طارق في اتجاه المحيط. طول الشاطىء ثلاثون فرسخا من أم الربيع إلى أبي رقراق، وعرضه عشرون فرسخا، وأحيانا أكثر من ذلك. كل هذه المساحة ليست سوى أرض خصبة كانت في القديم زهرة بلاد البربر كلها، تضم ما يزيد عن أربعين مدينة أو قرية يقطنها قوم محاربون شجعان، حيث إنها مشهورة في كتب المؤرخين المغاربة. وخربها ثاني ملوك المرابطين، لأنها كانت تحت سيطرة خلفاء أحد الطغاة...وبقيت خالية مائة وثمانين سنة، إلى أن أعاد تعميرها يعقوب المنصور ببعض أعراب مملكة تونس، الذين ملكوها طوال حكم الموحدين. ثم طردهم بنو مرين منها وعوضوهم بزناتة وهوارة، جزاء للخدمات التي قدموها لهم عند توطيد ملكهم. ومنذ ذلك التاريخ وهي في ملك هذه القبائل التى تدعى الشاوية وهم يرحلون بخيامهم مثل الأعراب، ويتكلمون بعربية فاسدة، ولو أنهم أفارقة بربر».
وقد برزت بفاس عهد المرينيين أسرة بني مكود الهوارية، وبني مكود في الأصل إحدى قبائل هوارة الذين مستقرتهم فيما بين فاس وتازة، هاجر بعض أفرادها إلى فاس، فأصبح بيتهم من بيوتات فاس العريقة في العلم والجاه وكان لهم زقاق عرف بهم، ومن بني مكود الذي اشتهروا في فاس: إمام النحاة في زمانه عبد الرحمن المكودي.

#### السلطنة الشريفة (1510م – 1912م)

##### إقليم سجلماسة
يقول الرحالة الجغرافي الأسباني مارمول كربخال المولود بغرناطة في أوائل القرن 16م، والذي رحل إلى المغرب وإفريقيا، في كتابه «إفريقيا» أن بعض هوارة كانوا يعيشون في زمنه في إقليم سجلماسة، إذ يقول:
«يحمل هذا الإقليم اسم عاصمته، يخترقه نهر زيز الذي ينصب من بين جبال الأطلس الكبير، فيمر بغرس العيون، وكنانة والمداغرة والرتب، ومن هنا إلى إقليم سجلماسة، يتخلل النخل وينتهي في صحراء الظهرة، حيث يصب في بحيرة كبرى. يمتد إقليم سجلماسة على مسافة طولها أربعون فرسخا ونيف، وأهله برابر ينتمون إلى قبائل زناتة وزناگة و هوارة المتخمين لبلاد المرابطين. كان هذا الإقليم قديما يتمتع بحكم ذاتي، ولما استتب الأمر إلى المرابطين، ضموه إلى سيادتهم. واستولى عليه الموحدون من بعدهم. ولما أصبح الملك بأيدي بني مرين، استولوا عليه، لكن الأهالي ثاروا عليهم، وقتلوا الوالي المريني الذي نصب عليها فانتقم المرينيون منهم بقتل أمير سجلماسة، المسمى يوسف، وهدموا المدينة عن آخرها كما خربوا ما كان في الإقليم من قرى هامة. إلا أن سكان الإقليم تراجعوا عن موقفهم، وأعلنوا عن ولائهم إلى المرينيين، فسمحوا بإعادة بناء بعض القرى والقصور المحضة».

##### بلاد السوس
هوارة قبيلة اعتبرها ابن خلدون ضمن القبائل الكبرى في سوس، وقد استقرت في منطقة خصبة من سهل سوس. تقع منازلها غربي مدينة تارودانت، بينها وبين اگادير، ذكرها Quedenfeld، فلعلّها تكون من هوارة أغمات وريكة التي ذكرها الإدريسي، وبطونها هي: «الگردان وأولاد علي وأولاد محلة والبراكيك وأولاد كروم وأولاد زايد أهل الرمل وأولاد داحو وأولاد قرة والكفيفات وأولاد البريس (البريعص؟) واولاد تايمة وحمر أهل اللسان والگرالتشة وأولاد مومن وأولاد زايد وعمر أهل سيدي بن ميمون وأولاد حلوف ونعيم وأولاد سعيد». وتذكر بعض المصادر أنها ساهمت، بشكل كبير، في الأحداث التاريخية لسوس، وخاصة في فترة المولى عبد الله العلوي. فقد قويت شوكتها وكانت بينها وبين هذا السلطان سنة 1147هـ/1734م حروب هائلة إلى أن هزمها قائده قاسم بن ريسول وظفر بها وأظهره الله عليها، ونهبت أموالها وتشتت شملها وأذعن أهل سوس لطاعته. ولعل قبيلة هوارة أصبحت منذ ذلك الوقت شيعة المولى عبد الله، وتصاهرت معه، وأخذت تقدم له التأييد التام. فهي التي قضت على ثورة محمد أوعلي بوتكولا الثائر بسوس سنة 1150هـ/1738م، حيث قتل في حرب هوارة. وفي سنة 1168هـ/1754م ثار المكاوي وسيطر على تارودانت، «إلا أن الهشتوكيين وجيش الحكومة (هوارة) تحت سلطة المولى سرور خليفة السلطان المولى عبد الله بن إسماعيل في تلك المدينة لاقوه في بسيط (هشتوكة) فأصيب الثائر في رأسه برصاصة...». وتعد هوارة، عادة، من القبائل المخزنية؛ فهي تتلقى عبر شيوخ زاوية تدسي ظهائر التوقير والاحترام من لدن السلاطين العلويين. ولم تذكر النصوص أنها انتمت إلى أحد الحلفين المشهورين بسوس. ونجدها في سنة 1251هـ قد أدت للمخزن من المال الناض ما يساوي 12921 مثقال، وأن مجموع مادفعته للمخزن من جمال و خيل يساوي 17073 مثقال. وعند مرور دي سوكنزاك (De Segonzac) بسوس في نهاية القرن التاسع عشر، نجده يحصى عشر فخذات من قبيلة هوارة وهي: الكفيفات، آيت قرايش، أولاد سعيد، الكردان، أولاد حساين، أولاد علي، أولاد قارون، الحفرية، أولاد داحو، وأخيرا قبيلة الحمر.

#### فترة الحماية (1912 - 1956)
ومن هوارة أيضا قبيلة أخرى، تقع ماسكنها إلى الشرق من مدينة تازة، وبترابها تقع مدينة جرسيف، واستنادا إلى Quedenfeld فإن مواطنها تقع على وادي ملوية، وبطونها هي «الملوكيون والمزارشة وأولاد علي وأولاد عمارة وأولاد عمران وأولاد الدراوي وأولاد خليفة وأولاد صالح وأولاد سديرة وغفولة وزرگان والعثامنة وأولاد مسعود وأولاد حمو بن موسى»، ومنها برز المقاوم علال بن عبد الله رائد الحركة الفدائية، الذي حاول اغتيال السلطان محمد بن عرفة الذي عينته فرنسا حاكما للمغرب بعد نفي السلطان محمد الخامس وعائلته إلى كورسيكا؛ حيث توجَّه علال بن عبد الله في يوم 11 سبتمبر 1953م، بسيارته البسيطة في اتجاه موكب السلطان محمد بن عرفة، الذي كان متجهاً إلى مسجد أهل فاس بحي توارگة بالرباط من أجل أداء صلاة الجمعة، فاقتحم علال الموكب بسيارته إلى أن وصل إلى ابن عرفة لقتله، فانتبه له الحرس الفرنسي وقتلوه رميا بالرصاص قبل أن يفوز بمبتغاه، لكنه أشعل بتضحيته قبس الفداء في المغرب. وفي الذكرى الأولى لثورة الملك والشعب، تقدم الملك محمد الخامس بكلمات شكر لعلال بن عبد الله، الذي مات دفاعاً عن الوطن، وقال عنه:
| هوارة | لقد أبينا إلا أن نظهر اليوم عنايتنا بإزاحة الستار عن اللوحة التذكارية المقامة في المكان الذي سقط فيه علال بن عبد الله، ذلك البطل الصنديد الذي برهن على أن العرش منبعث من صميم الشعب المغربي، وأنه من كيانه وضمان وجوده وسيادته، فهب يفتديه ويفتدي الأمة المجسمة فيه بروحه، حتى سقط في ميدان الشرف صريعا، مخلفا للأجيال أعظم الأمثلة على التضحية والغيرة وحسن الوفاء | هوارة |

### مناطق التواجد بالمغرب
- سهل تفراطة: شرق المغرب الأقصى على الضفة اليمنى لنهر ملوية العلوي، وعلى ضفته اليسرى على المجرى السفلي توجد طائفة من هوارة.[19]

- الريف: في القرن 10هـ/16م كان يعيش بهذه المنطقة فرع من هوارة يدعي بنو رزين، وهذه القبيلة الهوارية كانت تحكم أحد ٳمارات الطوائف في الأندلس.[19]
- بين طنجة وسبتة: في القرن 5هـ/11م أقاموا بلدة تسمى هوارة.[19][87]
- ورغة: داخل الريف وفي شرق المجرى العلوي لوادي ورغة كان يقيم فرع من هوارة ورغة ومنه أخذ هذا الوادي تسميته.[19]
- هوّارة الحَجَر: في الريف؛ وهؤلاء الهواريون هم الذين قُسمت بلادهم وآلت إلى يد الأمير داود الإدريسي.[87]
- بلدة زلول قرب أصيلا: في القرن 5هـ/11م كان يعيش بها فرع من هوارة يدعى بنو زياد، وغير بعيد منها فرع آخر لهوارة يدعى هوارة الساحل.[41][87]
- مدينة فاس: بهذه المدينة تعيش هوارة مع القبائل الأمازيغية الأخرى التي عمرت فاس وذلك حسب شهادة أوردها البكري، كما نعرف منه أيضا أن طائفة من هوارة كانت تنزل موضعاً يعرف بـ"وشتاتة" قرب فاس كذلك.[41][87]
- دسول (جبالة): بجوار قبيلة دسول (أوتسول) الزناتية مازال يعيش فرع من قبيلة هوارة هناك.[41]
- مليلة: مدينة مليلة الشهيرة أخذت تسميتها من أشهر فروع قبيلة هوارة "مليلة".[41]
- إقليم تامسنا: كانا هوارة و زناتة في القرن 7هـ/13م ينزلون إقليم تامسنا غربي مراكش، وكانوا حلفاء لبني مرين، ويذكر ليون الإفريقي أنه كان فيهم 260 ألف محارب.[54]
- سهل سوس: على ضفتي المجرى السفلي لوادي سوس يعيش حتى اليوم جانب كبير من قبيلة هوارة الأمازيغية.[41][54]
- مدينة أغمات: يذكر الإدريسي (549هـ/1154م) أن أهل "أغمات" وهي مدينة تقع إلى الجنوب من مراكش كانوا يتاجرون من "بلاد السودان" وكان أهل هذه المدينة من هوارة.[54]
- الغربية: وهي قبيلة تشكلت بٳندماج عناصر بشرية من هوارة و لواتة في منطقة جبالة.[88]
- سجلماسة: ذكر ليون الإفريقي أن بعض هوارة كانوا يعيشون في زمنه في إقليم سجلماسة.[41][54]
- بني زكار: وهي قبيلة صغيرة من قبائل جبالة المغربية، يرجع نسبها ٳلى قبيلة هوارة الأمازيغية.[89]
- رهونة: وهي قبيلة أمازيغية من قبائل جبالة المغربية، تنتسب ٳلى اداسة لكنهم ٳندمجوا مع هوارة وأصبحوا منهم.[89]
- المغرب الشرقي: وتتمركز القبيلة بالتحديد في ناحية كرسيف بهوارة أولاد رحو، وفي وجدة ونواحيها بهوارة أنكاد(قبيلة هوارة تافراطة وقبيلة هوارة الأحلاف)، وبنواحي جرادة بهوارة أولاد بن عيسى، وبنواحي مداغ بهوارة مداغ.
- إقليم تاونات: حيث تتواجد هوارة بمساسة، و بأولاد الطاهرو بالكرادسة وبعين معطوف.
- بين طنجة وأصيلا: توجد هوارة بوخالف.

## هوارةبالأندلس
قطعت فروع من قبيلة هوارة الأمازيغية المغربية وفي وقت مبكر البحر مع طارق بن زياد من المغرب الشمالي (مراكش الشمالية) كما يقول ابن خلدون، وساهموا إسهاماً كبيراً ومشرفاً في فتح الأندلس عام 711م، واستقروا في مناطق ذات مسالك واعرة، و مارسوا حياتهم في استقلال شبه تام عن الأمراء الأمويين، وهذه الفروع هي:
- بنو رزين: أسرة هوارية أمازيغية قدمت من شمال المغرب الأقصى، واستقرت بشرق شنتبيرية منذ زمن واتخذت مقامها في الناحية التي عرفت بإسم سهلة بني رزين، وهي المعروفة في الخرائط الحديثة باسم Albarracin ولقد ظلت هذه الأسرة تعيش في الظل في القرون الأولى من الحكم الأموي، إلا أنها أخذت في الظهور والأهمية في النصف الثاني من القرن الرابع الهجري، كما أنها أصبحت دولة مستقلة بعد سقوط خلافة قرطبة، حيث أسسوا طائفة بني رزين، وكانت عاصمتهم تدعى باسمهم بنو رزين Albarracin، وتقع إلى الغرب من مدينة تيروال الحالية.[54][91]

طائفة بني رزين التي أسسها الهواريين المغاربة بالأندلس

ومن المحتمل جدا أن هذه الأسرة تنتمي إلى رزين البرنسي الذي كان من أعظم القواد الذين دخلوا الأندلس بصحبة طارق بن زياد. وقد استقر بنو رزين أولا في قرطبة حيث حل هناك جدهم الأعلى رزين. ثم تحولوا فيما بعد إلى الشمال الشرقي، وأقاموا في مكان يدعى السهلة (وهي منطقة سهلية تقع في محافظة تيروال الحالية). وقد أصبح هؤلاء البربر الذين تميزوا بالثروة وكثرة العدد، حكاماً لمنطقة السهلة وفي نهاية الخلافة الأموية في قرطبة أعلن بنو رزين، الذين كانوا بزعامة هذيل بن خلف بن لب استقلالهم في هذه المنطقة وحكموها لما يقارب التسعين عاما وما تزال عاصمتهم التي سميت باسمهم، وتقع على بعد ثلاثين كيلومترا إلى الغرب من تيروال، تحتفظ بنفس هذه التسمية AIbarracin لحد الآن، وكذلك السلسلة الجبلية Sierra de AIbarracin التي كانت تحد السهلة من الشمال والشمال الشرقي.
- بنو ذي النون: أمراء أقليش و وبذة[59]، أسرة أمازيغية من هوارة، اسمهم الاصلي بنو زنون قبل أن يحرف لذي النون، وهو لقب شائع في المغرب. ويعد القائد "السمح بن ورد حقين الهواري" الذي دخل الأندلس زمن الفتح الجد الأعلى لبني ذي النون، الذين لعبوا دورا هاما في منطقة الشمال الشرقي من الأندلس، وشيدوا الحصون القوية مثل وبذة وأقليش Uclés، وولبة.[57] وأسسوا طائفة طليطلة بالأندلس، وكانت تعتبر عاصمتها طليطلة أنذاك من أجلّ المدن الإسلامية وأعظمها خطراً، ومن أكبر بلاد الأندلس وأحصنها، وهي الثغر الأوسط، ومن الممالك المواجهة لحدود الممالك الأسبانية، ومن ثم كان موقعها هاما لمن يستولي عليها[92]، وحكمها من الطوائف بنو ذي النون الهواري[56]، حتى قال عنهم المقري التلمساني في نفخ الطيب:[93]

«ومن أعظم ملوك الطوائف بنو ذي النون ملوك طليطلة من الثغر الجوفي، وكانت لهم دولة كبيرة، وبلغوا في البذخ والتّرف إلى الغاية، ولهم الإعذار المشهور الذي يقال له الإعذار الذّنّوني وبه يضرب المثل عند أهل المغرب، وهو عندهم بمثابة عرس بوران عند أهل المشرق، والمأمون من بني ذي النون هو صاحب ذلك، وهو الذي عظم بين ملوك الطوائف سلطانه، وكان بينه وبين الطاغية مواقف مشهورة، وغلب على قرطبة، وملكها من يد ابن عبّاد المعتمد، وقتل ابنه أبا عمرو، وغلب أيضاً على بلنسية وأخذها من يد بني ابن أبي عامر».

أقصى اتساع لطائفة بنو ذي نون الهواريين المغاربة بالأندلس

وكانت القصور التي بناها بنو ذي النون في طليطلة مضرب المثل في روعتها، فقد وصف ابن حيان جمالها خاصة مجلس القصر المسمى "المكرم" الذي بناه المأمون بن ذي نون لنفسه، وقال عنه ابن حيان نقلا عن ابن جابر:
«وكنت ممن أذهلته فتنة ذلك المجلس، وأغرب ما قيد لحظي من بهو زخرفه الذي كاد يحبس عيني عن الترقي عنه إلى ما فوقه إزاره الرائع الدائر بأسه حيث دار، وهو متخذ من رفيع المرمر الأبيض المسنون، الزارية صفحاته بالعاج في صدق الملاسة، ونصاعة التلوين، قد خرمت في جثمانه صور البهائم وأطيار وأشجار ذات ثمار...».
- بنو فرفرين: وهم ولاة مدلين بالأندلس، أسرة أمازيغية من هوارة أيضاً، استقروا في ماردة ومدلين في وقت مبكر[97]، كان فيهم أمراء وفقهاء، وكانت لهم عدد وثروة[98]، وقال عنهم ابن حزم الأندلسي:[59]

«هوارة...ومنهم: بنو فرفرين، ولاة مدلّين، وكان لهم ثروة وعدد، منهم: خطّار بن سعد بن فرفرين، وأبو عمرو بن هاشم بن فرفرين، وعمهما خير بن فرفرين، كلهم ولى مدلّين».
كانوا أكثر ثروة وقوة في مدينة مادلين؛ وقد أصبح العديد منهم أمراءً وحكاماً لهذه المدينة، كما انتقل بعضهم، وخاصة بعد القضاء على ثورة البربر في عهد بلج بن بشر، إلى الثغور في الشمال الشرقي، حيث غدوا أيضا حكاما في أوقات لاحقة.
- بنو جهور المرشانيون: من قبيلة هوارة الأمازيغية، عاشوا في مرشانة التي تقع على نحو ثلاثين كيلومتراً إلى الشرق من إشبيلية، وكان هؤلاء كما يذكر إبن حزم على درجة من الغنى والعدد الوفير[60]، كما ذكر أنهم من ولد أبي موسى عبد الرحمن بن موسى الفقيه، المشبّه بالشّعبي في زمانه[59]، وأبي موسى هذا هو "أبو موسى عبد الرحمن بن موسى الهواري" فقيه مغربي من النخبة البربرية التي نالت مكانة هامة ببلاد الأندلس، رحل في أول خلافة عبد الرحمن بن معاوية، ولقي مالك بن أنس وابن عيينة ونظرائهما من الأئمة، ثم عاد إلى الأندلس، وكان حافظاً للفقه[101]، وأصبح قاضياً على مدينة استجة.[102]
- بنو القمراطي: وهم جيران إبن حزم[55]، أسرة هوارية أمازيغية عاشت في الجانب الغربي من قرطبة[103]، وقال عنهم إبن حزم:[59]

«كان بنو القمراطي، جيراننا في الجانب الغربي، وقد بادوا، وكان آخرهم فتى يكنّى أبا معدن، اسمه طالوت بن بسطام بن العاصى، غاب وانقطع خبره».
- بنو الزجالي الوزراء[103]: أسرة هوارية أمازيغية إشتهرت بالأندلس.

وكانت هوارة من القبائل البرنسية الرئيسية التي استقرت في منطقة مورون بالأندلس Morón de la Frontera، وفي ماردة و مدلين، كما سكنوا في قرطبة مع قبيلة مصمودة وكتامة ومغيلة، وقد عاش بعض أفراد صنهاجة وهوارة في جيان وما حولها، وكان للمجموعة التي تنتمي إلى هوارة موطنها الخاص للاستقرار بالقرب من جيان، ويدعى بحصن الهواريين، وسكنت هترولة، وتكتب أيضا هتروقة، وهي على الأغلب فرع من هوارة بالقرب من جيان في قرية تسمى الملاحة، وهذا الاسم، الذي يعني منجماً للملح يشير إلى أهمية المكان ورغبة ومصالح ساكنيه من البربر المستقرين. وتذكر المصادر العديد من البربر الذين استقروا في الأقسام الشرقية من الأندلس وبشكل خاص في منطقتي بلنسية و مرسية، ومن القبائل البرنسية الأمازيغية التي استقرت هناك: قبيلة هوارة بالإضافة إلى صنهاجة، وأوربة، وكتامة، ومصمودة، وقد سميت بعض المناطق في محافظة لقنت نسبة إلى إقامة أفراد من قبيلة هوارة فيها مثل Alahuar و Lahuar. كما أقامت في سرقسطة بعض المجموعات من البربر الذين ينتمون إلى مختلف العشائر مثل: هوارة، وزواغة، وصنهاجة، ومكناسة.
وكان برانس هوارة أيضاً من جملة المستقرين الأوائل في الشمال الشرقي، وتمتد هذه المنطقة من جبال البرت في الأراضي التي تشمل في الوقت الحاضر كلا من محافظتى لاردة ووشقة، ثم تتوغل جنوباً إلى وادي نهر الابرة والمحافظات الحديثة سرته ووادي الحجارة، وقونقة وتيروال، وتشير المصادر إلى مجموعتين من هوارة سكنتا في هذه المنطقة، وكانت المجموعة الأولى بقيادة السمح بن ورد حيقن الهواري الذي دخل الأندلس في زمن الفتح واستقر هو وأتباعه في منطقة شنتبرية في قرية تسمى أقاقلة. أما المجموعة الهوارية الثانية فهي أسرة بني رزين أحفاد رزين البرنسي أعظم القواد الذين دخلوا الأندلس بصحبة طارق بن زياد. وكان للقائد رزين البرنسي هذا أراضٍ زراعية بجوار قرطبة اشتهرت بزراعة الزيتون، وقد اشتراها عبد الرحمن الداخل من ورثته.
وإذا أخذنا بما يقوله صاحب البيان المغرب من وجود إقليم قريب من بلنسية يدعى "ساقية هوارة" فمعنى ذلك أن هوارة كانت في هذه الناحية، أما الاسم الحالى لهذه الناحية فهو "مصلاتة" وواضح أنه مستمد من اسم قبيلة مصلاتة الأمازيغية.

## هوارةجزر الكناري
من المعلوم أن الغوانش هم السكان الأصليين لجزر الكناري، وهم فرع من الشعب الأمازيغي رحلوا إلى الأرخبيل منذ زمان بعيد.

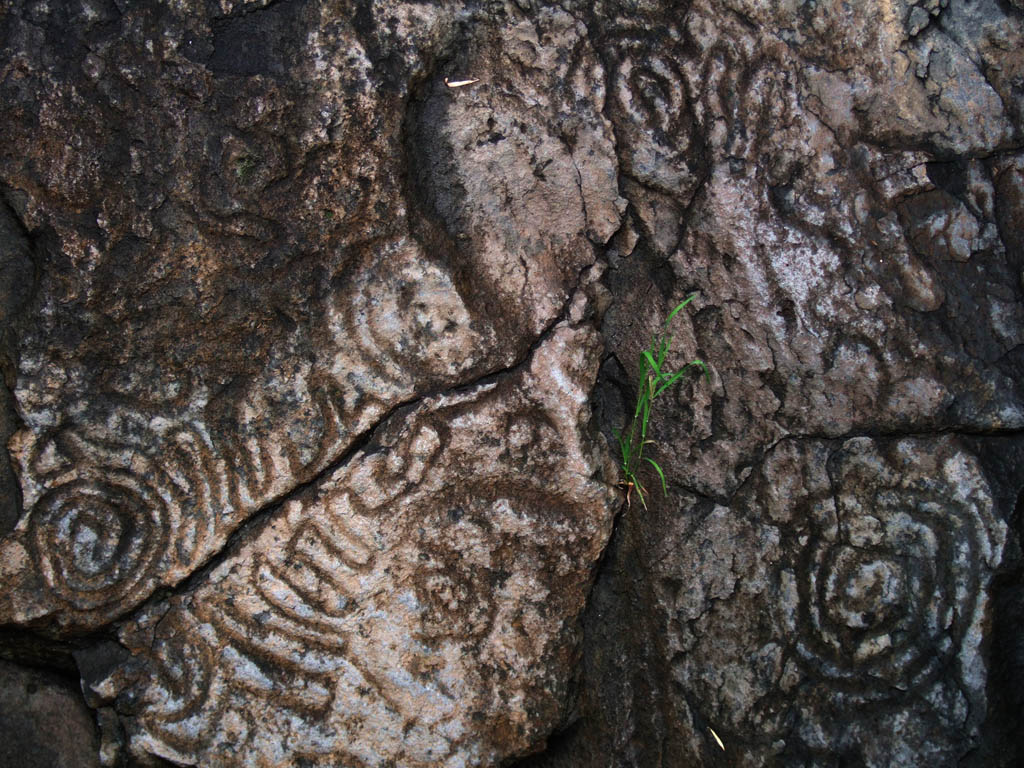
نقوش صخرية في كهف بلماكو

ويُعرف السكان الأصليون لجزيرة لا بالما -إحدى جزر الكناري- بإسم Awara (أوارا) أو ahuarita/ahwarita (أهواريتا) أو Benahoarita (بيناهواريتا)، وذلك نسبة إلى قبيلة هوارة الأمازيغية التي جاءت من شمال غرب إفريقيا.

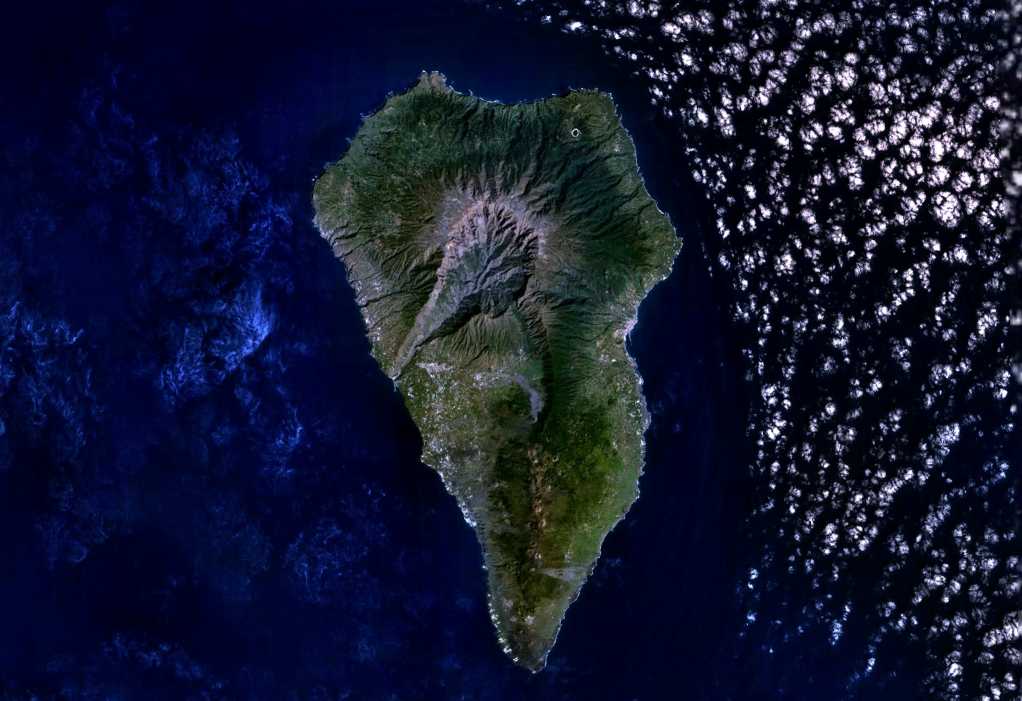
جزيرة لا بالما التي أطلق عليها المستوطنون الأوائل اسم Benahoare.

إن المصطلحين Benahoarita (بيناهواريتا) و Ahuarita (أهواريتا) اللذان أصبحا شائعين لتحديد السكان الأصليين في جزيرة لا بالما هو مصطلح مستحدث استخدمه لأول مرة الفرنسي "سابين بيرثيلوت" في عمله Etnografía y Anales) de la Conquista de las Islas Canarias) الذي نُشر عام 1842. هذا المؤلف يسمي المستوطنين الأوائل بإسم haouarythes (هواريث)، بعد الاسكتلندي جورج جلاس الذي ذكر في عمله "تاريخ اكتشاف وغزو جزر الكناري" (The History of the Discovery and Conquest of the Canary Islands) لعام 1764 مصطلح لغة غوانش بيناهوار Guanche Benahoare، وذلك وفقاً للإسم الذي أعطاه أبريو غاليندو للسكان البالمسيس القدماء بالجزيرة مع قبيلة بني هوار أو قبيلة هوارة في الأطلس. ويقول أبريو غاليندو في هذا الصدد:
«أطلق السكان الأصليون على هذه الجزيرة في لغتهم اسم Benahoare، والتي تعني بالإسبانية وطني، أو أرضي».
ونفس الشيء أشار له المهندس ليوناردو تورياني إلى أن لا بالما كانت كذلك:
«دعاها قدماء البالماويين "Benahoare" أي "الوطن"»
ويشير عالم اللغة والمؤرخ إجناسيو رييس إلى أنها ترجمة رمزية لـ wen-ahūwwār أي"مكان السلف".
وفي المصادر التاريخية التقليدية، لا يظهر الاسم الذي استخدمه السكان الأصليون للإشارة إلى أنفسهم، وفي النصوص المعاصرة للغزو والاستعمار، عند الإشارة إلى سكان لا بالما القدامى يطلق عليهم ببساطة اسم البالمسيس Palmeses.

## هوارة ليبيا

### تاريخ القبيلةبليبيا
عرفت طرابلس قديماً "بأرض هوارة" وتجري حدودها الشرقية عبر "تَوَرْغة" و"ودّان" حتى تبلغ "زالة" التى كانت تتبع في العصور السالفة "مزاته" جيران هوارة الشرقيون، أما حدّها الشرقي فكان يمر عبر طرابلس، التي كان أحد أبوابها يُعرف بباب هوارة، ويسكن في القسم الجنوبي منها هوارة طرابلس. ومن بين قبائل هوارة التي تسكن "أرض هوارة" كانت قبيلة "قَرقوزة" أما بنو "مصراته" فكانوا ينزلون المنطقة الساحلية من بلاد هوارة الذين اهتموا بالمتاجرة مع مصر كما يقول ابن خلدون وليو الإفريقي كما تاجروا مع بلاد الجديد وبلاد السودان، ويشير المؤرخون الإباضيون في القرن الثاني الهجري إلى وجود قبيلة "مليلة" في إقليم طرابلس، كما يذكر ابن عبد الحكم أن إقليم "لبدة" كانت تنزله قبيلة "مصلاته" التى كانت ذات شأن بارز في القرن العاشر الهجري، وإذا كانت قبيلة "وشتاته" قد اندثرت إلّا أنها تركت اسمها في قلعة تقوم جنوب جسر تَرْهونة، أما قبيلة "ورفلة" (وتعرف أيضاً باسم Orfella أورفلة) فكانت من القبائل التي تؤلف في القرن الثالث للهجرة القسم الشرقي من الهواريين الطرابلسيين، وكانوا يعرفون بلهّانة وقد ثاروا في سنة 245هـ ضد الأغالبة على أنه يجب أن نشير أيضا إلى أنه كان يعيش شرقي أرض هوارة قبيلة "منداسة" الهوارية. ولقد ظل الهواريون الطرابلسيون بزعامة الإمامين الإباضييّن أبي الخطاب المعافِري وأبي حاتم الملزوزي (ت 155هـ) أكبر عضد ومؤيد للمذهب الإباضي، إلّا ما كان من طائفة صغيرة من "قليلة" كانت سنية. وتشير المصادر العربية إلى وجود دولة بربرية اباضية صغيرة في "رَفِزّان" في مستهل القرن الرابع للهجرة وكانت "زَويلة" عاصمتها وتحكمها أسرة من بني الخطاب الهواريين، كما كانت تعيش في "فزان" أيضا في القرن الخامس للميلاد وفي بلدة "تَمِرْما" قبيلة هوارية تعرف ببني "قَلْدين".

## هوارة تونس

### مناطق التواجدبإفريقية[119][120]
- ضواحي قابس: تعيش بها قبيلة زنزافة الهوارية وقد ظهرت بهذه المنطقة مع بداية القرن الثاني الهجري الثامن الميلادي وكانت على المذهب الاباضي وتابعة للدولة الرستمية.
- ضواحي توزر: واحة أخذت تسميتها من سطاط إحدى فروع قبيلة هوارة.
- بين قابس وصفاقس (في ناحية تعرف بالمحرس): فرع من هوارة قدم من طرابلس في وقت يصعب تحديده، وإلى عهد ليون الإفريقي كانت تتحدث اللهجة البربرية التي يتحدث بها سكان جربة.
- جزيرة جربة: استقرت بها هوارة في القرن الثامن الهجري الرابع عشر ميلادي، وكانت على المذهب الاباضي.
- بعض فروع هوارة استوطنت في بطن المرج في القطاع الشمالي للساحل التونسي خلال القرن الثالث الهجري التاسع الميلادي.
- سهل القيروان: استوطنته هوارة على فترات متعاقبة، وأقدم فرع منها قدم إلى هذه المنطقة يعود إلى 141هـ/758م، قدم مع عبد الرحمان بن رستم والي إفريقية من قبل الإمام الاباضي أبي الخطاب عبد الأعلى بن السمح المعافري، وقد انضم إليهم سنة 315هـ بنو كملان الهواريين الذين نقلهم أبو القاسم العبيدي من ضواحي المسيلة (غدير وارو). ثم مجموعة ثالثة من بني كملان قدمت من الزاب إثر هزيمة أبي يزيد مخلد بن كيداد واستقرت بالقيروان.
- جبل زغوان: هذه المجموعة وطنها في هذا الجبل أبو القاسم العبيدي.
- ضواحي باجة: قدمت إليها سنة 124هـ/742م مع القائد الصفري عبد الواحد بن يزيد الهواري، وقد يكون هذا الفرع هو الذي ثار على الأمير الأغلبي إبراهيم بن أحمد سنة 268هـ/882م بهذه المنطقة، وقد ذكر إبن خلدون أن قبيلة أخرى من هوارة يعرفون ببني سليم توجد بضواحي باجة، وقد حمل في عدادها فيما بعد بطن من عرب مُضر من قبيلة هذيل بن مدركة بن إلياس، الذين جاءوا مع العرب الهلاليّين من مواطنهم بالحجاز وأوطنوا بهذه الناحية من إفريقية، واختلطوا بهوارة.[121][122]
- شمال باجة: في هذا الاقليم وخلال القرن الثامن الهجري / الرابع عشر الميلادي، يقيم فرع من قبيلة هوارة هي بنو سليمان.
- الشمال الغربي للتل الأعلى التونسي: يقيم به وإلى وقت متأخر فرعين من هوارة هما بنو ورغة وبنو وشتاتة.
- بين سهل مرماجة (برمجنة حاليا): وبالتحديد على ضفاف وادي سرت، وضواحي تبسة يعيش حوالي القرن 8هـ/14م فرع من هوارة يدعى بني ونيفن، والذي مازال قسم منه يقيم في ضواحي الكاف تحت اسم ونيفة.
- ناحية سبيبة (هنشير صبيغة): وحوالي القرن 5هـ/11م يقيم فرع من بني كملان.
- بين تبرسق وزغوان: تقيم قبيلة بصوة الهوارية حوالي القرن الثامن الهجري/الرابع عشر الميلادي.
- سهل أبة: وتقيم به قبيلة قيصر الهوارية والتي ظهرت بهذه المنطقة ابتداء من سنة 624هـ/1227م وامتدت إلى ضواحي الاربس.

## هوارة صقلية
لا أحد ينكر وجود قبيلة هوارة الأمازيغية في جزيرة صقلية، فلقد شاركت هوارة افريقية وساهمت مع الأغالبة في فتحهم لجزيرة صقلية عام 212هـ/827م، فظلوا مقيمين بها زمناً طويلاً، وكان ببالرمو حتى سنة 592هـ/1196م جماعات من هوارة؛ وذلك ما نستفيده من المصادر العربية خاصة ماذكره ابن خلدون والبكري في دور هذه القبيلة ومشاركتها مع الجيوش الإسلامية في غزو صقلية، هذا بالإضافة إلى ما ذكرته الوثائق النصرانية وكذلك من مطابقة أسماء الأماكن...، ومن بين فروع هوارة التي وجدت آثارها في صقلية في القرون الوسطى: مسراتة، مليلة، گرگودة، أندرة... وقد ظلت وفية للمذهب الاباضي إلى غاية القرن 6 هـ/12م، ويبدو مما ذكره "الوِسْيَاني" المؤلف الإباضي في القرن السادس للهجرة أن الهواريين الذى كانوا حينذاك في صقلية كانوا على اتصال بأهل مذهبهم في شمال أفريقية، كما أننا نستمد مما ورد في مؤلف إباضي آخر وهو "ذكر أسماء بعض شيوخ الوهِبية" أن "قصر يانو" في صقلية والمعروف بإسم Castrogiovanni كان يعتبر الحد الشمالي للإقليم الذى يعيش فيه الإباضيون.

## هوارة الجزائر

### تاريخ القبيلة بالمنطقة[125][87]
أما إذا جئنا إلى الجزائر فنجد كثير من بني هوارة في جنوب قسنطينة وشرقي وهران، وقد ثار بعضهم فيما بعد سنة 250 هـ/864م ضد الأغالبة وقد جاء إلى "الزاب" جماعات من هوارة حوالي سنة 342 هـ/953م بعد أن أنزل المعز الفاطمي الهزيمة بالهواريين الأباضيين من أهل جبل "أوراس" ويشير اليعقوبي إلى وجود بعض بني هوارة في غربي الزاب، كما نزل بعض بني هوارة بين غيرهم من الأمازيغ في أوراس، ووجدت طائفة من الهواريين الاباضيين في مستهل حكم الامام الرستمي عبد الوهاب بن عبد الرحمن، وقد وردت الإشارة إلى وجودهم هناك بعد مائة عام في كتابات اليعقوبي، وقد استطاع أبو يزيد مَخْلد بن كيداد (وكانت أمه من أصل هواري) أن يدعو إلى المذهب النكاري بين من جاء بهم من هوارة فاستجابوا له وأخلصوا في استجابتهم لما دعا اليه، ويشير ابن حوقل إلى قبائل "لهانة" التى كانت تعيش في "دوفانة"، المعروفة اليوم باسم عَيْن دوقاته وترد الإشارة في المصادر العربية إلى جماعة من الهواريين من "بني كملان" ينزلون في سهل "هدنة" الذي كان يسكن في شماله زمن البكري قبيلة بنى "يغموراسن" القوية. ولقد ثارت هوارة ضد الإمام عبد الوهاب بن عبد الرحمن بن رستم (168 - 208 هـ) واحتلوا وادي "منه" وأقاموا دولة صغيرة لهم يحكمها أسرة بني مصالة وكان من أملاكها قلعة هوارة التى تعرف اليوم باسم قلعة ابن رشيد.
أما إقليم "أهقار" المنسوب إلى قبيلة من الطوارق بهذا الاسم فيقول ابن خلدون إن جماعة منهم نزلته واستقرت إلى جانب قبيلة "لمطة" في "بلاد السود" ويقول ابن بطوطة الذي زار هذه الناحية سنة 755م إن رجالها يضعون القناع على وجوههم، ولم يكن ثمة شيء يعرف عن هذا الإقليم قبل القرن الثامن أي قبل دخول هوارة هناك بعد هزيمتهم أمام القائد الفاطمي المعزّ سنة 342هـ/953 م، ويقتبس ياقوت عبارة من جغرافية المهلبى المفقودة تشير إلى وجود دولة هامة في وسط افريقية تحكمها قبيلة من هوارة.

## هوارة مصر والسودان

### تاريخ القبيلة بالمنطقة
لعبت هوارة دوراً رئيسياً في مصر وقد تمصروا تماماً، وكانت إقامتهم الأولى في إقليم البحيرة وصاروا القبيلة ذات النفوذ الأكبر هناك، وكانت هوارة من القبائل التي انتقلت إلى مصر بانتقال الفاطميين إليها، وقد استقر بعض بني هوارة في مصر العليا على يد برقوق حوالى سنة 782هـ/1380م فقد أقطع شيخهم اسماعيل بن مازن جرجا، ثم جاء بعد ذلك عمر (ت799 هـ=1396م) الذي أقام لهم أسرة كانت لها حكومة طوال القرنين التاليين حتى إذا ولى أمر هوارة شيخهم محمد أبو السنون بدأ عهد من الرخاء والرفاهية بسبب تقدم زراعة السكر، وأخذت هوارة تنتشر في الصعيد وقد عظم أمرهم فيها واشتد بأسهم، وتشعبت لهم هناك فروع لا سبيل لحصرها، منها: «بنو محمد، أولاد مأمن، بندر، العرايا، الشلله، أشحوم، أولاد مؤمنين، الروابع البردكية، الروكة، البهاليل، الأصابغة، الدناجلة، المواسية، البلازد، الصوامع، السدادرة، الزيانية، الخيافشة، الطردة، الأهلة، أزلتين، أسلين، بنو قمير، النبة، التبابعة، الغنائم، فزارة، العبابدة، صاورة، غلبان، حديد، والسبعة». وقد استمرت هذه الفروع في نمو مطرد حتى كان لأولاد همام منهم في القرن الثامن عشر شوكة عظيمة في صعيد مصر وشمال السودان، ولا تزال أسر منها إلى القرن العشرين في صعيد مصر تحمل أسماء فروع قبائلها منها قرية أولاد مؤمنين في طما، والدناجلة والبلازد في أي تيج، والصوامع والغنائم وأشحوم في سوهاج والعبابدة في أسيوط وساحل سيلين. أما في السودان فكانت هناك جماعتان من هوارة ذاتى صلات بهوارة مصر، ولقد هاجر "الجلابة" من هوارة إلى كردفان ودارفور خلال القرون الثلاثة الأخيرة وقدموا إليها كتجّار.

### مناطق التواجد بمصر
توجد فروع لهوارة في سوهاج وقنا والفيوم (قرى هوارة عدلان وهوارة المقطع وقرية هوارة وبها هرم هوارة) والمنيا (عزبة هوارة) ومنهم شيخ العرب همام.

## هوارةببلاد الشام
وفي بلاد الشام عائلات لقبها الهواري، انتقلوا إليها من مصر وبلاد المغرب، مثل عائلة الهواري التي تقيم في العاصمة اللبنانية بيروت، والتي تعود بنسبها إلى قبيلة هوارة التي عاشت في مصر. وتفرد ياقوت الحموي بذكر بطن من بطون هوارة يسمى: غفجمون، ولم يعين مواطنهم، وقال: غفجمون: قبيلة من البربر من هوارة من أرض المغرب ولهم أرض تنسب إليهم. منهم أبو عمران موسى بن عيسى محج بن أبي حاج بن ولهم بن الخير الغفجموني وحدث بمصر عن أبي الحسن أحمد بن إبراهيم بن علي بن فراس العبسقي المكي روى عنه أبو عمران موسى بن علي بن محمد بن علي النحوي الصقلي. كما هاجر بعض بني مجريس الهواريين من ليبيا إلى بلاد الشام.

## أعلام ملحوظة
- هود بن محكم الهواري
- بدر هاري
- ابن خفاجة
- محمد بن عبد السلام الهواري
- عبد الرحمن المكودي
- محمد بن إبراهيم المراكشي
- علال بن عبد الله